# La Loupe
La Loupe – miejscowość i gmina we Francji, w Regionie Centralnym, w departamencie Eure-et-Loir.
Według danych na rok 1990 gminę zamieszkiwało 3820 osób, a gęstość zaludnienia wynosiła 525 osób/km² (wśród 1842 gmin Regionu Centralnego La Loupe plasuje się na 92. miejscu pod względem liczby ludności, natomiast pod względem powierzchni na miejscu 1273.).